# Roskilde universitet

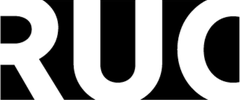
Roskilde universitets logo

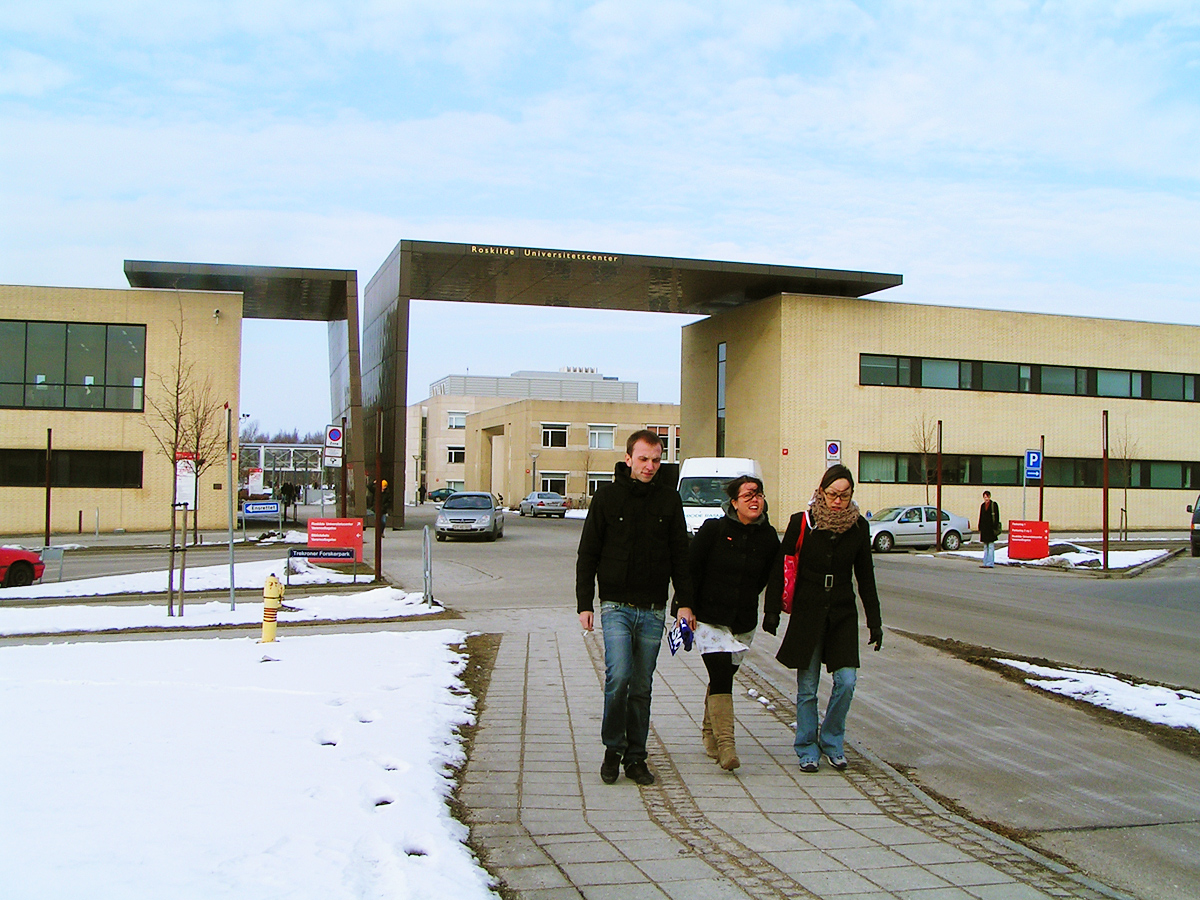
Roskilde Universitet, RUC

Roskilde Universitet (RUC) (tidigare, fram till 18 november 2008: Roskilde Universitetscenter) är ett universitet i den danska staden Roskilde. Universitetet bildades 1972 och hade år 2007 9608 inskrivna studenter. Det består av sex fakulteter. Universitetet är beläget i östra delen av Roskilde.
Hanne Leth Andersen är rektor.